# Kapócs Ferenc
Kapócs Ferenc (Ráckeresztúr, Szent László puszta, 1920. január 1. – Lausanne, Svájc, 1977. március 8.) államtudományi doktor, minisztériumi köztisztviselő, miniszteri és miniszterelnöki titkár, a Nemzetgyűlés elnökének titkára, igazgató.

## Életútja
Fejér vármegyei uradalmi cseléd- és parasztszülők gyermeke. 1920-ban született a Ráckeresztúrhoz tartozó Szent László pusztán. 1938-tól a Belügyminisztériumban dolgozott. Államtudományi doktorátust szerzett 1942-ben.
Id. Antall József munkatársa is volt. 1942-ben a BM-ben a Közjogi Osztályon vezető titkár, majd utána Keresztes-Fischer Ferenc belügyminiszter titkára 1944-ben, a német megszállás után, bevonultatták, katona lett, híradós. A front nyugatra vonulásával Zala vármegyében, az osztrák határnál megszökött. 1945 tavaszán jelentkezett munkára a minisztériumban.
Nagy Ferenc újjáépítési miniszter titkárának választotta; e posztján maradt abban az időszakban is, amikor Nagy Ferenc a Nemzetgyűlés elnöke (1945. november 29.- 1946. február 5.) lett. Az ezt követő időben, 1946. február 4-étől pedig pedig a miniszterelnökké kinevezett Nagy személyi titkára és a Miniszterelnökség titkárságának vezetője volt, egészen 1947. május 28-ig, amikor a Miniszterelnökségen letartóztatta az ÁVO. Igazságtalanul megvádolták, megkínozták, az ÁVO, a Katonapolitikai Osztály ill. az orosz hatóságok, később az ÁVH rabja is volt. 1947 őszén bűncselekmény hiányában szabadon engedték, ám a bíróságról kijövet az ÁVH rögtön újra letartóztatta és internálta. Több koncepciós perben is kihallgatták. (Forrás: Szekér Nóra PhD történész művei). Volt az Andrássy út 60-ban, Buda-délen (Budaörsi úti laktanya), Kistarcsán, javasolták Recskre kerülését is.
Jelentős ideig, egy éven át magánzárkában raboskodott, csak 1953 őszén, a Sztálin halála utáni időszakban szabadult, de még utána is rendőri felügyelet alatt állt. Protekcióval helyezkedhetett el segédmunkásként az MTA KUTESZ-ben, később osztályvezető lett ugyanott. 1958-ban erkölcsileg rehabilitálták. 1961-től létrehozója és szervezője volt az MTA Kutatási Ellátási Szolgálatnak (KESZ), később annak külkereskedelmi cégét, az AKADIMPORT-ot, majd ezen szervezetek igazgatója. Kiküldetésben, hivatalos külföldi útja során halt meg 57 évesen a svájci Lausanne-ban 1977. március 8-án. Az MTA KESZ saját halottjának nyilvánította.

### Kutatható iratanyaga
Miniszterelnöki titkári működési időszakából (az 1947-es évből) 0,12 iratfolyóméternyi (1 doboznyi), maradandó értékűnek minősített iratanyaga került az Országos Levéltár, mai nevén Magyar Nemzeti Levéltár Országos Levéltára őrizetébe, ahol az a XIX-A-1-m törzsszámon kutatható.